# Banda Blanca
Banda Blanca es un grupo musical hondureño, que debe su nombre a un famoso programa de televisión llamado Garzas Blancas. Su canción más popular se titula «Sopa de caracol».

## Historia
En la ciudad de San Pedro Sula, Honduras, es el lugar donde se forma Banda Blanca, que desde el éxito de «Sopa de caracol» el grupo populariza el ritmo del baile punta y son conocidos mundialmente. Su influencia musical se basa en las raíces culturales y su riqueza musical.
Tony Low, famoso animador de la televisión hondureña, había inaugurado un night club al cual llamó "las Garzas Blancas", el grupo musical del lugar adoptó el nombre sustituyendo Garzas por Banda, y así se bautizaron como 'Banda Blanca' nombre con el que conocen hasta hoy día.

## Discografía
Su primer LP se llamó Junto a ti, luego vino una serie de los llamados Fiesta Inolvidable del Volumen 1 hasta el Volumen 5 que era un mosaico de aproximadamente 20 minutos que se producía para fin de año y en Honduras se hicieron muy famosos.
- 1982 - ¡Fiesta Inolvidable! Vol. 1
- 1983 - Con Amor Y Sabor
- 1983 - ¡Fiesta Inolvidable! Vol. 2
- 1984 - Banda Blanca Volumen V
- 1985 - Hay Mamita
- 1985 - Fiesta Inolvidable Vol. 4 Recuerdos Inolvidables
- 1986 - Siempre Arriba!!
- 1986 - Fiesta Inolvidable Vol. 5
- 1987 - Frescura Tropical Es Así!!
- 1987 - Siempre Fiesta!!!
- 1988 - Sigue La Fiesta
- 1989 - Banda Blanca Volumen 15
- 1991 - Sopa De Caracol
- 1991 - Fiesta Tropical
- 1992 - Alegría
- 1994 - Swing Latino
- 1996 - Dulce Meneo
- 1998 - Ritmazo Blanco
- 2000 - Hot, Hot, Hot
- 2015 - Saben Quién Llegó

## Estilo musical y baile
Por otra parte, el ritmo característico de Banda Blanca tiene raíces garífunas, comunidades negras del Caribe centroamericano y que hoy están asentadas en la parte atlántica del país.
El baile punta logró conquistar todos los continentes cuando en 1991 la canción «Sopa de caracol» salió al mercado. Recoge influencias del merengue, el calipso y otros ritmos afroantillanos, logrando la fusión que lo hizo internacionalmente conocida, y continentalmente se ganaría el corazón de los niños de toda América. 

## Presentaciones
Banda Blanca debido a su música alegre y festiva le ha permitido actuar en carnavales de casi todo el mundo hay que destacar sus actuaciones en los siguientes lugares:
- Festival de la Canción de Viña del Mar, Chile.
- Carnaval de Jair la mastica pinga Calle 8 de El Progreso,
- Carnaval de La Calle 8 de Miami,
- Carnaval de la Calle Broadway en Los Ángeles, California;
- Carnaval de Acapulco, México;
- Carnaval de Barranquilla, Colombia;
- Carnaval de Tenerife, España;
- Festival de Jazz Aruba y muchos más.

## Integrantes
Banda Blanca se inició con los siguientes integrantes:
- Óscar Gerardo Galindo (bajo)
- Juan Pompilio Tejeda Duarte (teclados y voz líder)
- José Luis Rodríguez (batería),
- Héctor Altamirano (guitarra eléctrica y voces)
- Adán Rodríguez (teclados y voces)
- Julio Ardón (voces)
- Edgardo Cuestas (teclado, bajo)

Luego se incorpora Jorge Morales (congas) y Jerónimo Midence (sax alto). Como es lógico en los grupos hay cambios de músicos y se retira Adan Rodríguez, Julio Ardón, Jorge Morales, Miguel Martínez y Jerónimo <Amione; entran en su lugar, Edgardo Cuestas, Carlos Vigil y Armando Martínez quienes hasta la fecha están integrados en la Banda Blanca.

## Éxito
Después de alcanzar un éxito mundial con su famoso trabajo en 1991 La Sopa de Caracol, la canción ha sido conocida y bailada en toda Latinoamérica, Estados Unidos y en muchos lugares del planeta, por lo que interpretada y hasta mixeada por otras bandas e intérpretes, tal es el caso de Pitbull (cantante), entre otros.